# Johannes Poggenburg

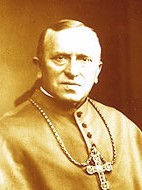
Johannes Poggenburg

Johannes Poggenburg (* 12. Mai 1862 in Ostbevern, Westfalen; † 5. Januar 1933 in Münster) war der 72. Bischof von Münster mit dem persönlichen Titel eines Erzbischofs.

## Leben
Johannes Poggenburg wurde als achtes von neun Kindern in kleinbäuerlichen Verhältnissen in Ostbevern im Münsterland geboren. Erst mit 23 Jahren legte er das Abitur ab. Als Student in Münster wurde er aktives Mitglied des katholischen Studentenvereins Germania im KV. 1889 empfing Poggenburg die Priesterweihe. Nach Tätigkeiten als Kaplan in Bocholt und als Rektor der Filialkirche in Untermeiderich bei Duisburg folgten Aufgaben in der Jugendpflege und als Vorsteher eines Knabenkonvikts. 1911 ernannte ihn Bischof Felix von Hartmann zum Generalvikar.
1913 wurde Johannes Poggenburg, nach der Ernennung seines Vorgängers zum Erzbischof von Köln, zum Bischof von Münster gewählt. Die Bischofsweihe spendete ihm am 16. Oktober 1913 der neue Erzbischof von Köln und spätere Kardinal Felix von Hartmann; Mitkonsekratoren waren der Paderborner Bischof Karl Joseph Schulte sowie der Osnabrücker Bischof Hubertus Voß.

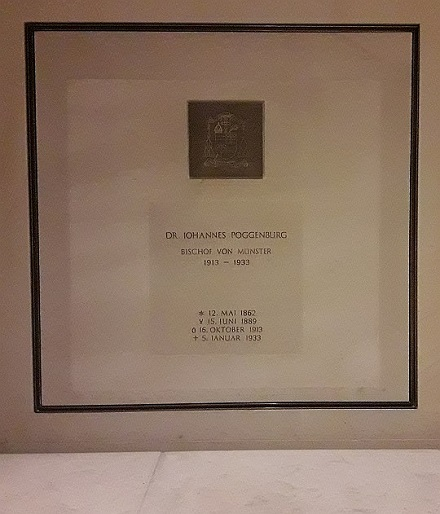
Grab von Bischof Johannes Poggenburg im Dom zu Münster

Am 26. Juli 1916 gründete er in Verbindung mit den caritativen Vereinen den Diözesan-Caritasverband Münster. Im Frühjahr 1929 berief er Clemens August Graf von Galen zum Pfarrer von St. Lamberti in Münster. Der Bischof wollte das Ansehen von Galens nutzen, um dem schwindenden Einfluss der katholischen Zentrumspartei auf den rheinisch-westfälischen Adel entgegenzuwirken, der mit den rechten Deutschnationalen und der völkischen NSDAP sympathisierte. Während seiner Amtszeit gründete Poggenburg insgesamt 52 neue Pfarreien, um vor allem dem starken Bevölkerungswachstum in den zum Bistum Münster gehörigen Teilen des nördlichen Ruhrgebietes Rechnung zu tragen. Im Jahre 1930 verlieh ihm Papst Pius XI. den persönlichen Titel eines Titularerzbischofs von Nicopsis.
Am 5. Januar 1933 starb Bischof Johannes Poggenburg an einem Lungenleiden. Als er vom 6. bis zum 8. Januar im Bischöflichen Palais aufgebahrt war, warteten täglich Tausende von Gläubigen von morgens bis abends auf dem Domplatz, um von ihrem Bischof Abschied nehmen zu können. Er wurde auf eigenen Wunsch vor der Pietà im Dom zu Münster beigesetzt. Clemens August Graf von Galen wurde sein Nachfolger.

## Nachwirken
Das Geburtshaus des Johannes Poggenburg wurde 1995 zum symbolischen Preis von 1 DM an den Heimatverein Ostbevern veräußert. Es wurde aufwendig restauriert und wird heute als Heimathaus genutzt.
In der Nähe des Geburtshauses steht die Kapelle zur schmerzhaften Mutter, die dem Andenken des Bischofs und sieben weiterer Familienmitglieder, die bei einem Bombenangriff 1943 in Münster ums Leben kamen, gewidmet ist.